# Jenízaros
Los jenízaros (en turco, yeniçeri, que significa "nuevas tropas" o "soldados") eran soldados de infantería con alto nivel de entrenamiento del Imperio otomano. Entre sus muchas misiones se destacaba la de ser los encargados de la custodia y salvaguarda del sultán otomano, así como de las dependencias del palacio imperial de Edirne y, más tarde, del nuevo palacio imperial Topkapi de Estambul; eran considerados la guardia personal del sultán. El cuerpo fue creado por el bey Orhan I alrededor de 1330, y abolido en 1826 por decreto del sultán Mahmud II.

## Origen
El bey Orhan I, gobernante del incipiente Imperio otomano, fundó el cuerpo militar de los jenízaros alrededor de 1330. Estuvo en un principio formado por combatientes no musulmanes, sobre todo prisioneros de guerra cristianos. Orhan quizá fue influido por los sultanes mamelucos para la creación de este modelo de cuerpo militar. Los jenízaros se convirtieron en el primer ejército otomano permanente, sustituyendo a fuerzas que estaban conformadas principalmente por guerreros tribales, en cuya lealtad y moral no siempre se podía confiar.

## Instrucción, adiestramiento y estilo de vida

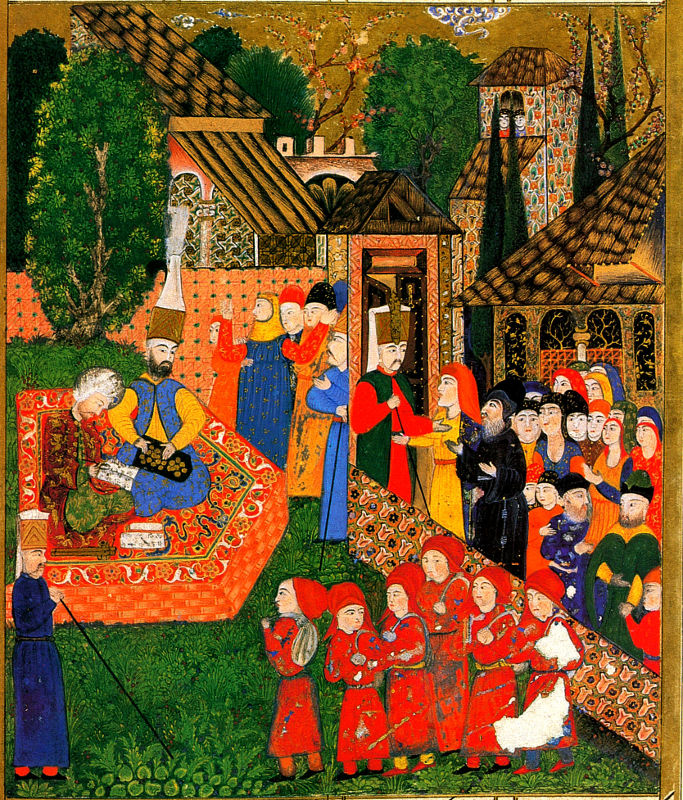
Inscripción de niños para el devşirme. Miniatura otomana del Suleymanname, 1558.

Las primeras unidades jenízaras tenían entre sus filas a cautivos de guerra y esclavos adultos. Después de los años 1380, el rey y, luego, sultán Murad I incrementó sus filas como resultado de un impuesto en forma humana denominada devşirme. Los hombres del sultán reclutarían a varios niños no musulmanes, por lo común niños cristianos originarios de las humildes regiones rurales de los Balcanes —elegidos en un principio al azar y más tarde mediante una estricta selección—, para ser adiestrados en diversas actividades públicas otomanas, principalmente en el área militar (donde se destacaba la infantería jenízara). En siglos posteriores parecen haber tenido predilección principalmente por candidatos griegos y albaneses. Por lo general seleccionaban a niños de entre siete y catorce años, y su número se regía por la necesidad de soldados del momento. Más tarde las autoridades otomanas ampliarían el devşirme al Reino de Hungría. Podría esperarse que residentes locales no apreciaran la costumbre otomana cuando se procedía al reclutamiento forzoso, aunque numerosas poblaciones veían en ello una fuente de riqueza y un próspero futuro para sus hijos por los beneficios que derivaban de pertenecer a dicho cuerpo militar.
Los jenízaros eran adiestrados bajo una disciplina estricta con duros entrenamientos físicos, enseñanzas en el manejo de armas de la época y tácticas militares, así como una impecable educación (aprendían diversos idiomas, literatura, contabilidad, etc.) y en condiciones prácticamente monásticas en las escuelas Acemi Oğlanı. En dichas escuelas de instrucción se esperaba que permanecieran célibes y fueron al menos alentados a convertirse al islam, lo que la mayoría así hizo. En la práctica, los jenízaros pertenecieron al sultán. A diferencia de los musulmanes libres, les estuvo expresamente prohibido dejarse crecer la barba: únicamente se les permitía llevar bigote. Se les inculcó desde un primer momento que consideraran al cuerpo de jenízaros como su casa y familia, y al sultán como su padre real, de facto. Solo aquellos que demostraron ser lo suficientemente fuertes durante el periodo de instrucción alcanzaron el rango de un jenízaro verdadero, normalmente a la edad de veinticuatro a veinticinco años. El regimiento heredaba las propiedades de los jenízaros fallecidos.
Los jenízaros también aprendieron a seguir los dictados del santo derviche Hacı Bektaş-ı Veli, que había bendecido las primeras tropas. De este modo, la orden sufí bektaşı y sus derviches se convirtieron en una especie de capellanes para la guardia jenízara. En este aspecto, guarda similitudes en su vida aislada, los jenízaros se asemejan a las órdenes monásticas cristianas de monjes guerreros, como la de los Caballeros de San Juan o la Orden del Temple.

## La guardia jenízara

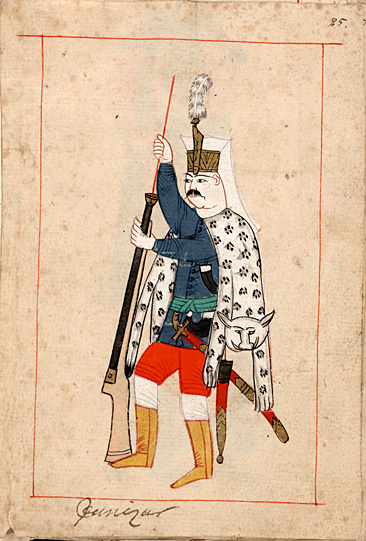
Jenízaro a mediados del.

El número de integrantes de las tropas jenízaras varió según la época desde 100 a más de 200 000. La guardia jenízara estaba organizada en orta (equivalente turco a regimiento). Suleiman Kanuni poseía 165 ortas pero, con el tiempo, el número aumentó a 196. El sultán era el comandante supremo de los jenízaros, si bien el cuerpo estaba organizado y comandado por el ağa (comandante). La guardia jenízara se dividía en tres categorías:
- Cemaat (tropas fronterizas), con ciento un ortas.
- Beyliks o beuluks (la guardia personal del sultán), con sesenta y un ortas.
- Sekban o seirnen, con treinta y cuatro ortas.

Además existían 34 ortas integradas por los acemi (aprendices). En un principio, los jenízaros podían ascender de rango tan solo dentro de su propia orta y solo por criterios de antigüedad y jerarquía. Solo abandonaban su unidad para asumir el mando de otra.

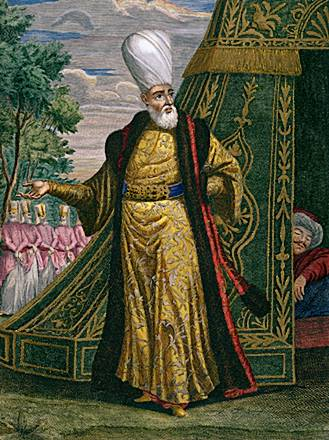
Agha jenizaro 1768

Esta guardia era tan fuerte y poderosa que al sultán Selim I (1512-1520) le fue mostrada cuando el descontento de muchos de estos jenízaros causó muchos disturbios y el incendio de la ciudad de Constantinopla. Maquiavelo los nombra en su libro Il principe y los adula como una excelente guardia con mucho poder, tanto que ni una rebelión de todo el Imperio Otomano los podía detener.

## Decadencia y extinción
Los éxitos militares del Imperio otomano desde fines del siglo XV habían aumentado el prestigio de los jenízaros entre la élite otomana, pero paulatinamente habían dado a este cuerpo militar mayor poder político e influencia ante el sultán. Tras los triunfos bélicos del siglo XVI, los jenízaros habían acumulado gran cantidad de riqueza y botín, relajando su disciplina militar y permitiéndose su entrada en actividades ajenas a la milicia.
La importancia militar de los jenízaros les dio a su vez una creciente influencia política, la cual utilizaron a partir de fines del siglo XVI para exigir concesiones y privilegios al sultán, bajo amenaza de derrocarlo. En tanto los jenízaros eran la guardia personal del sultán y su familia, así como la guarnición militar de Estambul, sultanes, aristócratas y visires trataban de atraerse el favor de los jenízaros mediante sobornos e intrigas, lo cual afectó la disciplina y eficiencia de todo el cuerpo. Estimulados por este poder, los jefes jenízaros lograron que en 1648 se aboliera el sistema de devşirme para que solo los jenízaros ya reclutados pudieran transmitir sus empleos y privilegios a sus hijos, lo cual dañó más todavía el poder militar real del cuerpo.
Tras décadas de ineficiencia en combate y abusos de influencia política, mezclados con indisciplina y ambición, los jenízaros se habían convertido en un problema para el gobierno del sultán, pero su poder militar los hacía aún temibles para la aristocracia otomana, en tanto los jenízaros podían iniciar revueltas palaciegas para deponer o nombrar sultanes, de modo parecido a la corrupción de los pretorianos de la antigua Roma. Finalmente, en 1826, los jenízaros fueron disueltos a la fuerza por el sultán Mahmud II a raíz del llamado Incidente afortunado.

## Los jenízaros en la literatura
- El árbol de los jenízaros, de Jason Goodwin, es una novela histórica y detectivesca, ambientada en el Imperio turco de 1830, en la cual se cometen una serie de asesinatos, vinculados directamente con estos, luego de su desintegración del ejército.[1][2]
- La sublime puerta, de Jesús Sánchez Adalid, narra las aventuras de un soldado español apresado por los turcos.[3][4]
- El entierro, de Lord Byron, es una historia inacabada por razones desconocidas. De ella, lo poco que se sabe es que pertenece al género de misterio. Un jenízaro turco, llamado Solimán, que escolta a los extranjeros protagonistas.
- La saga de El Capitán Tormenta, de Emilio Salgari, alude constantemente a los jenízaros como fuerzas de los turcos a las que se enfrentan los venecianos.[5]

## En el cine
La película Dracula Untold ilustra el momento histórico de la ocupación otomana, en Transilvania, por parte de los jenízaros. El legado del príncipe Vlad a su hijo, que iba a ser reclutado en las filas turcas como tributo al Sultán Mehmed II.

## En los videos juegos
En el reconocido Age of Empires II: The Age of Kings, es posible utilizar a los jenízaros como unidades únicas de la civilización turca.
En Assassin's Creed: Revelations, los jenízaros, como las tropas de élite que son, son algunos de los adversarios más difíciles de derrotar, pues su barra de vida es más grande que la de otros enemigos y bloquean la mayoría de ataques con éxito.

## Otros usos
El término jenízaro se ha usado en español para indicar una ascendencia mixta. En España, por ejemplo, solía denominarse así a los hijos de español y extranjera o de extranjero y española. En América durante la época colonial, se llamaba así al hijo de cambujo y china, o de chino y cambuja.